# نادي هارلم
نادي هارلم (بالفرنسية: HFC Haarlem)‏ نادي كرة قدم هولندي يلعب في دوري الدرجة الأولى . تم تأسيس النادي في سنة 1889 .